# Battaglia dell'Hallue
La battaglia dell'Hallue fu un evento della guerra franco-prussiana che si svolse il 23 e il 24 dicembre 1870.
Allo scontro parteciparono 40 000 francesi agli ordini del generale Louis Faidherbe e 22 500 prussiani comandati da Edwin von Manteuffel. Anche se i primi subirono gravi perdite, i secondi non riuscirono a sloggiarli dalle loro posizioni sulle alture. Dopo che l'attacco venne respinto, i francesi passarono al contrattacco ma non ottennero alcun risultato.

## Forze in campo

### Esercito francese
Dopo la caduta di Amiens avvenuta il 27 settembre 1870, l'esercito del "Nord" francese indietreggiò a Doullens e Bapaume per riorganizzarsi. Arrivarono infatti truppe fresche ammontanti a circa tre divisioni.
Il generale Louis Faidherbe, da poco al comando, diramò gli ordini ai suoi sottoposti: il generale Lecointe fu inviato a San Quintino con lo scopo di ingaggiare il nemico lungo l'alta Somme. Quattro battaglioni riuscirono il 9 settembre a conquistare la fortezza di Ham e l'omonima città ma Faidherbe, giunto sul posto, ordinò di ritirarsi e di procedere su Amiens.
Il 17 dicembre l'esercito del Nord venne radunato per procedere lungo l'Hallue (un affluente della Somme) da Bavelincourt a Daours. I circa 43 000 soldati che vi facevano parte erano divisi in due corpi d'armata:
- XXII, con due divisioni agli ordini del maggior generale Derroja e del parigrado Du Dessol;
- XXIII, con altre due divisioni comandate dal contrammiraglio Moulac e dal maggior generale Robin.

Queste due unità bivaccarono in tutti i villaggi della valle dell'Hallue ed impostarono avamposti lungo la linea Saint-Gratien - Allonville - Querrieu. Al 19 dicembre l'esercito era così disposto:
- 1ª divisione a Vadencourt, Bavelincourt, Beaucourt-sur-l'Hallue e Béhencourt con il compito di proteggere Arras;
- 2ª divisione a Querrieu, Pont-Noyelles, Bussy-lès-Daours, Daours e Vecquemont;
- 3ª divisione nella riserva; una sua brigata vigilava però sulla Somme a Corbie e Fouilloy mentre un reggimento era distaccato a Lahoussoye;
- 4ª divisione in via di formazione vicino a Corbie.

### Esercito prussiano
Il generale von der Goeben, comandante dell'VIII corpo d'armata prussiano, aveva a disposizione:
- 32ª brigata del generale De Rex ad Amiens;
- 31ª brigata con l'artiglieria da campo schierata ad Ailly-sur-Noye;
- 15ª divisione di fanteria del generale Kummer lungo il fiume "La Luce";
- elementi di cavalleria (alle dipendenze del tenente generale Graf von der Gröben) schierati sulle ali da Rosières-en-Santerre a Chaulnes[1].

## Schermaglia a Querrieu

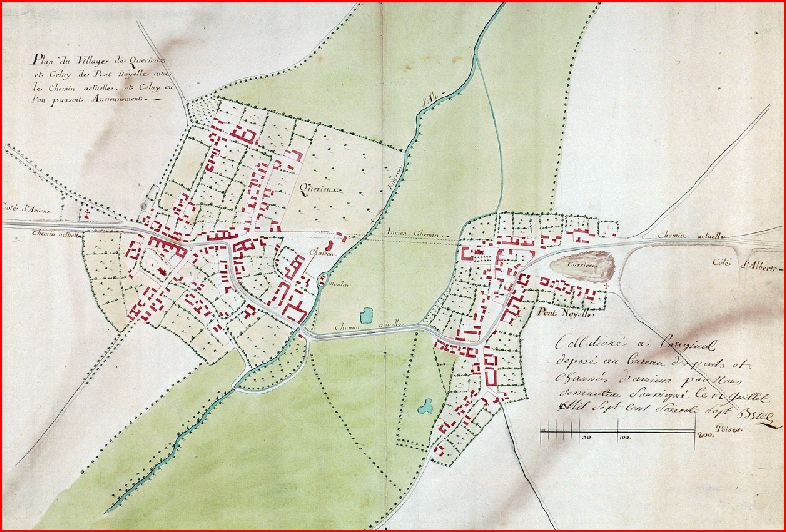
Pont-Noyelles, a destra, e Querrieu bagnate dall'Hallue

Con un campo di battaglia lungo 12 km e largo 4–5 km, battuto dalla neve resa ancor più dura dalla bassa temperatura e da un vento gelido proveniente da nord, il maggior generale prussiano von Mirus, a capo della 6ª brigata di cavalleria, inviò il 20 dicembre una nutrita formazione composta da cavalieri, fanti e artiglieria in ricognizione al villaggio di Querrieu.
Arrivata a La Gorgue (la parte sud-est del bosco vicino a Querrieu) la formazione prussiana si imbatté in un avamposto francese che attaccò immediatamente con il supporto dei cannoni. I due battaglioni francesi si difesero così strenuamente al punto di permettere l'arrivo di tre compagnie di rinforzo provenienti da Bussy-lès-Daours. I prussiani vennero attaccati al fianco destro e furono costretti alla ritirata.
Il bilancio finale fu di 3 ufficiali e 69 soldati morti o feriti per i prussiani e 7 morti e 20 feriti per i francesi.

## Battaglia della valle dell'Hallue

### Offensiva prussiana
L'VIII corpo d'armata prussiano iniziò la marcia alle ore 8:00 del 23 dicembre. La 15ª divisione ricevette disposizioni per spingere i francesi oltre l'Hallue senza però avventurarsi troppo in profondità con i fianchi scoperti, aspettando invece la 16ª divisione proveniente da nord. La divisione mosse dunque per Allonville seguita dall'artiglieria virando poi per Querrieu. Stavolta l'avamposto francese si ritirò per dare l'allarme.
Verso le 11:00 la 29ª brigata prussiana, con l'appoggio di due batterie di artiglieria e alcuni ussari, caricò il 18º battaglione di fanteria francese che era riuscito, con tre batterie di cannoni, ad entrare a Querrieu. L'artiglieria prussiana con altri rinforzi si piazzò nella strada a sud della cittadina iniziando un violento cannoneggiamento sulle posizioni francesi; dopo un'ora circa Querrieu cadde. La pugna si spostò a Pont-Noyelles, tenacemente difesa dal battaglione ritiratosi da Querrieu e da due battaglioni del 70º reggimento. I prussiani, investiti dal fuoco francese, vennero bloccati all'ingresso est del villaggio.
Allo stesso tempo, più a sud, il 20º battaglione di fanteria leggera prussiana occupò Bussy-lès-Daours, attaccandolo contemporaneamente da nord e da est. Alle 13:00 i francesi ripiegarono e nel pomeriggio i loro avversari piazzarono 42 cannoni per difendersi da altrettanti pezzi d'artiglieria posti sulla riva sinistra dell'Hallue. Con Bussy-lès-Daours conquistata, i prussiani diressero per Vecquemont che però non riuscirono a raggiungere a causa della resistenza francese. Von Manteuffel, conscio della situazione, salì su un'altura vicina a Querrieu e ordinò all'artiglieria, raggiunta da nuovi rinforzi, di iniziare a colpire Vecquemont obbligando poco tempo dopo alla ritirata i francesi, che si sistemarono nella riva sinistra del fiume.
A Pont-Noyelles i prussiani stavano facendo lenti progressi. Tentarono di scalare le colline prospicienti il villaggio ma un contrattacco alla baionetta guidato dal capitano d'Hauterive e supportato anche da uomini della Garde nationale mobile li spinse indietro. I francesi erano ancora padroni dell'agglomerato urbano ma non riuscirono a tenerlo per molto.
Lontano, a nord, la 30ª brigata prussiana attaccò con successo Fréchencourt venendovi però immobilizzata dal 18º battaglione di fanteria leggera francese e da un battaglione della Garde nationale mobile. A nord della loro posizione la 16ª divisione di von Barnekow era in marcia verso Rainneville, quando alle 13:00 giunse un ordine di von Goeben che fece deviare l'unità a Beaucourt-sur-l'Hallue e su Saint-Gratien. Passata oltre quest'ultima località, la 31ª brigata di von Gneissnau raggiunse alle 15:00 Montigny-sur-l'Hallue, protetta dalla 2ª brigata francese facente parte della divisione di Derroja. I prussiani si impossessarono del villaggio obbligando i loro avversari in una ritirata verso Béhencourt durante la quale distrussero alcuni ponti sull'Hallue. Grazie a truppe fresche della 32ª brigata arrivate in supporto, i prussiani si impadronirono e consolidarono le loro posizioni attorno a Montigny-sur-l'Hallue, Béhencourt e Bavelincourt e spostarono l'artiglieria a nord di Fréchencourt nella speranza, risultata poi vana, di colpire la controparte francese.

### Battaglia al tramonto

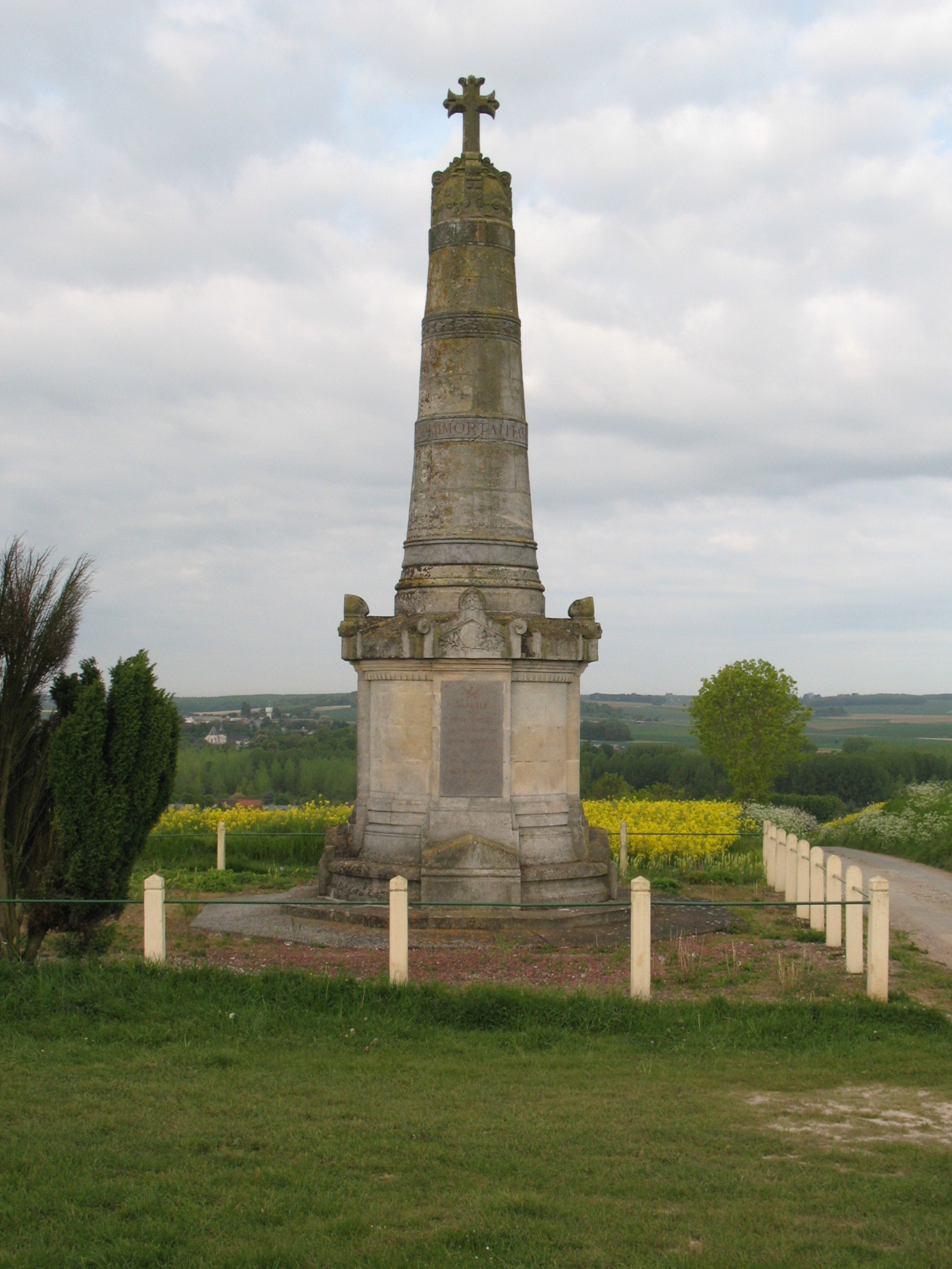
Monumento commemorativo della battaglia dell'Hallue, anche detto "colonna Faidherbe" dal nome del comandante francese (Louis Faidherbe) eretto a Pont-Noyelles

Alle 16:00 iniziò a calare il buio. I prussiani tenevano la riva destra dell'Hallue e Pont-Noyelles, ma a nord i soldati di Derroja creavano ancora qualche problema dato che erano in vista di Contay. Faidherbe ordinò a tutta la sua linea, spostata quindi sulla riva sinistra, di attaccare in un'azione che si sarebbe interrotta solamente alle 18:00: al centro le truppe del generale Lecointe, riorganizzate, tentarono varie volte di sloggiare i prussiani da Pont-Noyelles senza però riuscirci, sia a causa del buio sia a causa dei rinforzi inviati da von Manteuffel; a sud una brigata guadò felicemente l'Hallue tra Querrieu e Bussy-lès-Daours ma venne fermata dai tempestivi rinforzi prussiani inviati ancora una volta da von Manteuffel. Alle 17:00 un'altra brigata francese provò a riconquistare Vecquemont, con l'unico risultato di rimanere interdetta dal fuoco nemico.
Alle 19:00 l'oscurità era pressoché totale. La situazione rispetto all'inizio del contrattacco francese non era mutata ed entrambi gli schieramenti si riposarono sulle rispettive posizioni.

### Ritirata francese
Il giorno seguente, il 24 dicembre, l'artiglieria francese colpì Béhencourt verso le 9:00 senza ricevere nessuna risposta da parte dei prussiani. Faidherbe considerò l'idea, poi attuata alle 14:00, di ritirarsi ingannando però i prussiani lasciando alcuni uomini al loro posto. Von Manteuffel si accorse della manovra solo il giorno di Natale, quando ormai l'esercito francese era a Bapaume.

## Memoriali
Nel 1875 fu eretta la cosiddetta "colonna Faidherbe" in un'altura di Pont-Noyelles, nel luogo in cui il francese diresse gli ultimi combattimenti; sempre vicino alla città è presente un ossario contenente i resti di 74 soldati.
Nel cimitero di Querrieu è presente una tomba del 1875 ospitante le spoglie di 12 ignoti soldati francesi. In un'altra invece risposano 18 militi prussiani, di cui solo uno riconosciuto.